# Joachim Meisner
Joachim Meisner (Wroclaw, 1934. – Bavarska, 5. srpnja 2017.) bio je njemački kardinal, doktor bogoslovije i berlinski biskup u vrijeme komunističkog DDR-a, borac za ljudska prava i zagovornik njemačkog ujedinjenja.
Prema austrijskom »Kathpressu« bio je jedan od najprofiliranijih crkvenih službenika u Njemačkoj i pripadao je njezinom konzervativnom krilu. Dodaje i da su »njegove riječi uvijek bile jasne i kritične te da je uvijek, kada je to trebalo, hrabro branio vjerski nauk i društveni moral«.

## Životopis
Rođen je 1934. u Breslau, danas poljskom Wroclawu, koji se tada nalazio u sastavu Njemačke. Krajem Drugog svjetskog rata s obitelji je izbjegao u Tiringiju, gdje se školovao za bankara i kasnije završio bogoslovni studij.
Za svećenika je zaređen 1962. Vikarske službe obnašao je u Heiligenstadtu i Erfurtu, a 1966. postao je i ravnatelj Caritasa. Tri godine kasnije doktorirao je na Papinskom sveučilištu »Gregoriana« u Rimu. U istočnom Berlinu vrlo je otvoreno govorio protiv komunističke diktature i ugnjetavanja; tako je na »Katoličkom danu« u Dresdenu pred mnoštvom okupljenih vjernika izjavio da katolici »ne slijede ni jednu drugu zvijezdu osim one iz Betlehema« (misleći na crvenu petokraku, simbol komunizma).
Kardinalom ga je 1983. imenovao papa Ivan Pavao II., tri godine nakon što je imenovan berlinskim biskupom. Dužnost berlinskog biskupa obnašao je do 1989., a bio je i predsjednik Njemačke biskupske konferencije (1982. – 1989.) Prije biskupstva u Berlinu, bio je pomoćni biskup u Erfurtu.
Od pada Berlinskog zida do 2014. bio je na čelu najveće i najbrojnije njemačke biskupije Köln i metropolit tamošnje crkvene pokrajine. Krajem studenog 2016. zajedno s trojicom drugih kardinala objavio je pismo (biskupsku poslanicu) u kojem je iznio neke sumnje u pastoralnom pismu »Amoris laetitia« pape Franje (u vezi pričešćivanja razvedenih i ponovno vjenčanih parova), a bio je vrlo pogođen 2013. kada se s papinske službe povukao Benedikt XVI. smatrajući kako je papinska služba, kao i brak, neraskidiva do smrti. Kasnije je pokazao razumijevanje za otežano zdravstveno stanje pape Benedikta, te je pozdravio otvaranje Crkve siromašnima i potrebitima u Franjinom pontifikatu.
Poznata je njegova kritika na račun njemačke Kršćansko-socijalne unije kojoj je 2002., u vrijeme predsjednika Edmunda Stoibera, predložio da iz imena stranke izbaci pridjev »kršćanski« zbog spornih odluka povezanih s obiteljskom politikom.

## Vanjske poveznice
Ostali projekti
|  | Zajednički poslužitelj ima još gradiva o temi Joachim Meisner |

Mrežna mjesta
- Joachim Meisner, Što pripada zajedno, mora srasti. Misli o jedinstvu Europe, Crkva u svijetu 3/2003.